# 北朝鮮によるミサイル発射実験 (2020年)
2020年の北朝鮮によるミサイル発射実験（きたちょうせんによるミサイルはっしゃじっけん）では、朝鮮民主主義人民共和国（北朝鮮）によって2020年に発射された弾道ミサイルやロケット弾などの飛翔体について記述する。北朝鮮は日本海および黄海に面しているが、黄海に向けての飛翔体発射は一度もなく全ての飛翔体が日本海に向けて発射された。

## 発射日時

### 3月
- 2日、日本海に向けて飛しょう体2発を発射した[1]。
- 9日、日本海に向けて飛翔体3発を発射した[2]。
- 21日、日本海に向けて飛翔体を発射した[3]。
- 29日、日本海に向けて飛翔体を発射した。

### 4月
- 14日、日本海に向けて飛翔体を発射した。